# Aeroporto di Arad
L'aeroporto Internazionale di Arad, in rumeno Aeroportul Internaţional Arad, è un'aerostazione civile destinata al traffico passeggeri e merci regionale situata nel centro suburbano di Ceala, nei pressi della città di Arad, nella regione storica di Crișana, in Romania.

## Storia
Il terreno dove sorge ora l'aeroporto era già dotato di una pista di atterraggio ed hangar, costruiti per le campagne della prima guerra mondiale. In precedenza anche l'aviatore Aurel Vlaicu atterrò nei sobborghi di Arad di ritorno dal concorso di Aspern.
In previsione della costruzione di una nuova struttura il 30 maggio 1935 vennero ceduti i terreni e l'anno successivo iniziarono i lavori. L'aeroporto, inaugurato il 14 novembre 1937, era inizialmente dotato di una semplice pista in erba ma le sempre maggiori esigenze di trasporto suggerirono, negli anni cinquanta di realizzare una pista in calcestruzzo, l'unica esistente ad oggi.

## Infrastruttura
L'aeroporto di Arad si estende su un'area di superficie totale 157 ha ed è dotato di una pista in calcestruzzo orientata in direzione est - ovest (09/27) della lunghezza di 2 000 m per 45 m di larghezza, equipaggiata con sistema di illuminazione IDMAN assiale, perimetrale, fari di soglia e di fine pista, per facilitare le operazioni di avvicinamento ed atterraggio notturno a vista in entrambe le direzioni.